# Интенсивные и экстенсивные величины
Интенсивные и экстенсивные величины — две противоположные разновидности физических величин. Величина называется интенсивной, если её значение не зависит от размеров системы — например, температура или плотность. Напротив, экстенсивные величины, такие как энергия и электрический заряд, обычно обладают свойством аддитивности (по массе или объёму), то есть значение величины, соответствующее целому объекту, равно сумме значений величин, соответствующих его частям.

## Примеры
| Интенсивные величины - химический потенциал - концентрация смеси - плотность - магнитная проницаемость - температура плавления - температура кипения - давление | - показатель преломления - удельная теплоёмкость - удельный объём - поверхностное натяжение - температура - теплопроводность - вязкость | Экстенсивные величины - энергия - импульс - энтропия - количество вещества (в случае смеси не взаимодействующих химических ингредиентов) - мощность - электрический заряд - магнитный поток |

## Интенсивные величины
Установление численного отношения между двумя значениями интенсивной величины лишено смысла. Измерение интенсивной величины можно рассматривать только в использовании объективной связи между изменениями интенсивной величины, с одной стороны, и изменениями экстенсивной величины, с другой стороны.
Например, плотность является интенсивной величиной, то есть если находящуюся в состоянии термодинамического равновесия систему разделить на несколько подсистем, то плотность каждой из подсистем будет такой же, как плотность всей системы в целом.
По Гегелю интенсивная величина определена как «степень», то есть величина не количественная.

## Экстенсивные величины
Свойство экстенсивности для некоторых, нередко векторных, физических величин называется принципом суперпозиции (аддитивности):
- Напряжённость электрического поля, напряжённость магнитного поля;
- Электромагнитный потенциал;
  - в том числе в трёхмерной формулировке электродинамики отдельно скалярный и векторный потенциалы, электростатический потенциал;
- Напряжённость гравитационного поля и гравитационный потенциал в ньютоновской теории гравитации (в ОТО может выполняться только приближенно в пределе слабых полей);
- Сила.

Часто термин принцип суперпозиции подразумевает аддитивность полей, создаваемых источниками, в свою очередь аддитивными, и применяется к теориям, основные уравнения которых линейны.
В метрологии под аддитивностью величины понимают применимость и осмысленность таких действий, как сложение, деление и умножение на постоянный коэффициент значений.

## Приблизительно экстенсивные величины
Некоторые величины, такие как масса, скорость (относительное движение) или время (последовательные интервалы), допускают сложение в классической физике, но не в теории относительности.
Вообще в случае высоких или сверхвысоких энергий аддитивность, как правило, рано или поздно теряется, поскольку уравнения перестают быть линейными (а линейными являются лишь их низкоэнергетические приближения), однако принцип суперпозиции бывает полезен почти всегда в пределе слабых возмущений, а иногда оказывается справедливым для всего или почти всего практически доступного диапазона величин. Теория же в этом случае сильно упрощается и может быть легче и лучше развита.